# Föderaler Öffentlicher Dienst Wirtschaft, KMB, Mittelstand und Energie

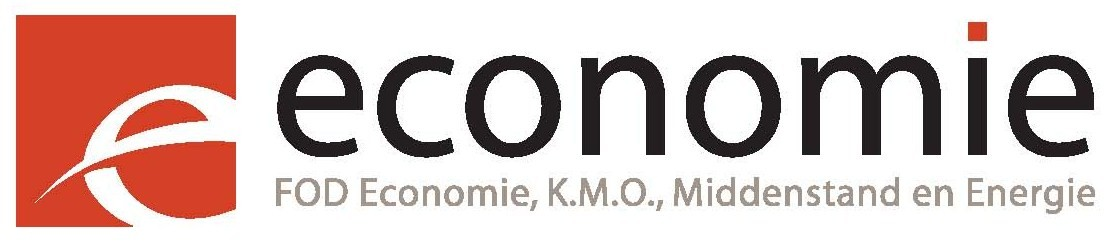
Niederländischsprachige Version des Logos des FÖD Wirtschaft, KMB, Mittelstand und Energie

Französischsprachige Version des Logos des FÖD Wirtschaft, KMB, Mittelstand und Energie

Der Föderale Öffentliche Dienst Wirtschaft, KMB, Mittelstand und Energie (Abkürzung FÖD Wirtschaft, KMB, Mittelstand und Energie, niederländisch Federale Overheidsdienst (FOD) Economie, K.M.O., Middenstand en Energie, französisch Service public fédéral (SPF) Économie, PME, Classes moyennes et Énergie) ist das Wirtschaftsministerium des Königreichs Belgien. Er ist einer der Föderalen Öffentlichen Dienste (Ministerien) in Belgien. 2002 wurde das Ministerium gegründet. Behördensitz ist die Gemeinde Saint-Josse-ten-Noode/Sint-Joost-ten-Node in der Region Brüssel-Hauptstadt.
Die Minister des FÖD sind Pierre-Yves Dermagn (Wirtschaft und Arbeit), David Clarinval (Landwirtschaft, KMU, Mittelstand, Selbstständige, institutionelle Reformen und demokratische Erneuerung), Tinne Van der Straeten (Energie), Petra De Sutter (Öffentlicher Dienst, Öffentliche Unternehmen, Telekommunikation und Post) sowie Vincent Van Quickenborne (Justiz und Nordsee).

## Aufgaben
- Förderung der Wettbewerbsfähigkeit der föderalen Wirtschaftsunion
- Gewährleistung eines nachhaltig wettbewerbsorientierten und ausgeglichenen Güter- und Dienstleistungsmarktes
- Gewährleistung der Nachhaltigkeit zukünftiger Marktentwicklungen